# Christoph Ernst Friedrich Weyse

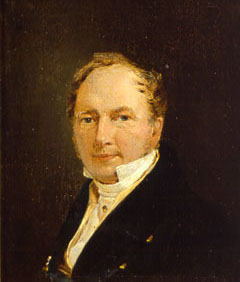
Christoph Ernst Friedrich Weyse

Christoph(er) Ernst Friedrich Weyse (* 5. März 1774 in Altona; † 8. Oktober 1842 in Kopenhagen) war ein deutsch-dänischer Komponist.

## Leben
Weyse studierte bei Johann Abraham Peter Schulz in Kopenhagen. 1794 wurde er Organist der reformierten Kirche der Stadt, seit 1805 wirkte er an der Vor Frue Kirke. 1819 wurde er zum Hofkomponisten ernannt.
Bekannt wurden Weyses Vokalwerke: neben zahlreichen Singspielen einem Te Deum, einem Miserere und Kantaten vor allem Lieder nach Matthias Claudius, Johann Heinrich Voß und Ludwig Christoph Heinrich Hölty. Daneben komponierte er sieben Sinfonien und zahlreiche Klavierwerke.
Als seine heute populärste Komposition kann der Anfang des sogenannten Katzenduetts (ausschließlich unter Rossinis Namen bekannt) gelten.

## Singspiele
- Sovedrikken (1809)
- Faruk (1812)
- Ludlam's hule (1816)
- Floribella (1825)
- Et eventyr i Rosenborg Have (1827)
- Festen påa Kenilworth (1836)